# Життя ельфів
Життя ельфів (фр. La Vie des elfes) — фантастичний роман 2015 року французької письменниці Мюріель Барбері (фр. Muriel Barbery).

## Сюжет
Дві маленькі дівчинки Клара та Марія живуть своїм життям у різних країнах, але якимось таємничим чином пов’язані зі світом ельфів і можуть спілкуватись між собою. Рідні та знайомі дівчат впевнені, що вони мають надприродні здібності. Насправді так і є адже справжніми батьками Марії є ельфи, а Клара була народжена у союзі ельфа та людини...

## Головні персонажі
- Бургундія (Франція)

1. Марія Фор – 12 років, живе у Бургундії на фермі «Біля яру» разом з батьком, матір'ю та бабусями
2. Андре Фор – батько Марії, селянин
3. Роза Фор – матір Марії
4. Євгенія та Анжела – двоюрідні бабусі за лінією батька. Євгенія є відомою у селі знахаркою.
5. Жанетта та Марія – троюрідні бабусі за лінією матері
6. Ежен Марсело – фермер
7. Лоретта Марсело – дружина Ежена Марсело
8. Отець Франциск – кюре
9. Жанно – поштар
10. Поль-Анрі (на прізвисько Ріполь) – коваль
11. Леон Сора-старший – селянин
12. Леон і Гастон-Валері – сини Леона Сора-старшого
13. Анрі Фор (на прізвисько Рірі)  – лісничий
14. Жюль Леко (на прізвисько Жюло) – староста поселення та старший шляховий обхідник
15. Жорж Ешар (на прізвисько Шашар) – лимар і сідляр

- Абруцці (Італія)

1. Клара Ченті – живе у Абруцці (поселення в горах Італії). Ровесниця Марії. Її виховує кюре та безграмотна стара нянька. Дівчинка має неабиякий музичний талант.
2. Падре Ченті – названий батько Клари, священик із Санто-Стефано
3. Алессандро Ченті – молодший брат священика та друг Пьєтро Вольпе
4. Паоло (на прізвисько Паоліно) – пастух

- Рим (Італія)

1. Густаво Аччіаваті – Маестро
2. Леонора Аччіаваті – дружина Маестро, до шлюбу Вольпе
3. Петрус – незвичайний слуга
4. Пьєтро Вольпе – негоціант, торговець творами мистецтва, шурин Густаво Аччіаваті
5. Рафаеле Сантанджело – губернатор, правитель Риму

- Світ Туманів

1. Голова ради Туманів – з'являється в образі сірого коня та зайця
2. Сторож Храму Туманів – з'являється в образі білого коня та вепра
3. Маркус та Паулус – друзі Густаво Аччіаваті і Петруса
4. Елій – вождь ворогів

## Видання
- Мюріель Барбері. «Життя ельфів» (фр. La Vie des elfes), вид-во Gallimard, кол. «Blanche», 2015, 304 с. (ISBN 2-07-014832-7); 2019, зб. "Folio" (№ 6569). 336 с. (ISBN 978-2-07-271423-8).
- Мюриель Барбери. «Жизнь эльфов» (фр. La Vie des elfes), изд-во Азбука, 2016, 320 с. (ISBN 978-5-389-10588-1)